# Tringilburra lugens
Tringilburra lugens är en fjärilsart som beskrevs av Lucas 1901. Tringilburra lugens ingår i släktet Tringilburra och familjen nattflyn. Inga underarter finns listade i Catalogue of Life.